# Monomorium paternum
Monomorium paternum är en myrart som beskrevs av Bolton 1987. Monomorium paternum ingår i släktet Monomorium och familjen myror. Inga underarter finns listade i Catalogue of Life.